# 마레스선 전투
마레스선 전투(Battle of the Mareth Line)는 1943년 3월 16일부터 1943년 3월 31일까지 튀니지 남부 마레스선(Mareth Line)에서 일어난 제2차 세계 대전의 튀니지 전역의 전투이다.
이 전투는 버나드 로 몽고메리가 이끄는 영국의 육군 제8군, 조반니 메세가 이끄는 이탈리아 왕국의 군단이 참전했다. 인도 제국, 뉴질랜드, 자유 프랑스의 군단이 영국과 함께 참전했고 나치 독일의 군단이 이탈리아와 함께 참전했다.
영국군이 선제 공격을 통해 교두보를 마련했지만 추축국(독일 15 기갑사단)의 반격으로 인해 봉쇄되었고 영국군은 별도의 공격 경로를 마련하게 된다. 몽고메리가 이끄는 영국군은 3월 26일부터 3월 31일까지 추축국 군대를 집중 공격했고 추축국은 마레스 선에서 약 64km 정도 떨어진 튀니지 와디아카리트(Wadi Akarit)로 퇴각하게 된다.

## 전투
3월 19일 ~20일 버나드 로 몽고메리 대장이 밤에 마레스 선을 돌파를 위한 격투가 작전을 시작함. 21일 영국의 50보병사단이 서쪽에 돌파해 교두보를 마련했지만 15기갑사단의 반격으로 의해 실패함.
26일 몽고메리가 2차 슈퍼차지작전을 시작해 10군단이 고지대를 우회하여 제1기갑사단이 엘 함마를 점령함.

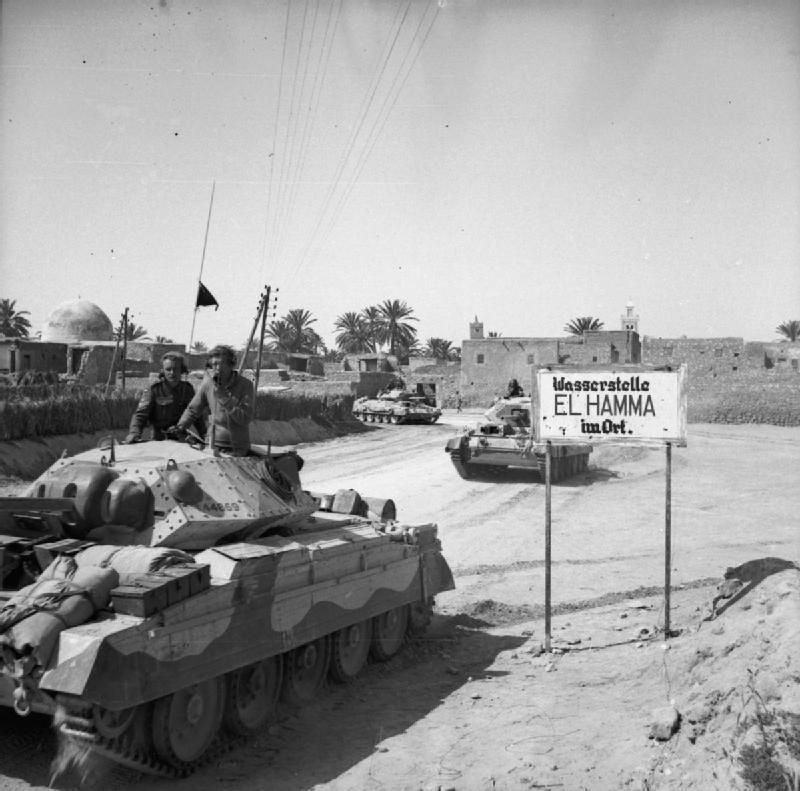
1943년 3월 29일 엘 함마 영국의 1기갑사단의 크루세이더 전차.

## 전투 서열
- 연합군: 영국 제8군 - 버나드 몽고메리 대장
  - 영국 제30(XXX)군단 - 올리버 리세 중장
    - 제50노섬브리안 보병사단
      - 제69보병여단
      - 제150보병여단
      - 제151보병여단

    - 제51(하일랜드) 보병사단
      - 제152보병여단
      - 제153보병여단
      - 제154보병여단

    - 인도 제4보병사단
      - 제5인도여단
      - 제7인도여단
      - 제11인도여단

  - 뉴질랜드 군단 - 버나드 프레이버그 중장
    - 뉴질랜드 제2사단
      - 뉴질랜드 제5보병여단
      - 뉴질랜드 제6보병여단

    - 제8기갑여단

  - 영국 제10(X)군단 - 브라이언 호록스 중장
    - 영국 제1기갑사단
      - 제2기갑여단
      - 제7기계화여단

    - 영국 제7기갑사단
      - 제4경기갑여단
      - 제22기갑여단
      - 제131여단
- 추축군: 이탈리아 제1군 - 조반니 메세 대장
  - 이탈리아 제20(XX)차량화군단
    - 제136보병사단 조바니 파시스티
      - 제136보병연대
      - 제8베르살리에리연대

    - 제101차량화사단 트리에스테
      - 제65보병연대
      - 제66보병연대

    - 독일 제90경사단
      - 제115보병연대
      - 제200보병연대
      - 제364보병연대
      - 아프리카 기갑척탄병연대

  - 이탈리아 제21(XXI)군단
    - 제80보병사단 라스페치아
      - 제125보병연대
      - 제126보병연대

    - 제16차량화사단 피스토이아
      - 제35피스토이아보병연대
      - 제36피스토이아보병연대

    - 독일 제164보병사단
      - 제125기갑척탄병연대
      - 제382기갑척탄병연대
      - 제433기갑척탄병연대

  - 아프리카 군단
    - 제15기갑사단
      - 제8기갑연대
      - 제115기갑척탄병연대

    - 제21기갑사단
      - 제5기갑연대
      - 제104기갑척탄병연대

## 같이 보기
- 아프리카 기갑군